# Rhaphium fascipes
Rhaphium fascipes är en tvåvingeart som först beskrevs av Johann Wilhelm Meigen 1824.  Rhaphium fascipes ingår i släktet Rhaphium och familjen styltflugor. Enligt den finländska rödlistan är arten nära hotad i Finland. Arten är reproducerande i Sverige. Artens livsmiljö är diken. Inga underarter finns listade i Catalogue of Life.